# Mohamed Camara (piłkarz, ur. 1989)
Mohamed Camara (ur. 6 kwietnia 1989 w Konakry) – gwinejski piłkarz, grający jako ofensywny pomocnik. Trzykrotny reprezentant kraju.

## Klub

### Początki
Zaczynał karierę w Satellite FC. Następnie przeniósł się do Moghrebu Tétouan, gdzie zagrał 33 spotkania, miał też na koncie trzy gole.

### CODM Meknès
Po sezonie 2010/2011 przeniósł się do CODM Meknès. W tym klubie debiut zaliczył 24 sierpnia 2011 roku w meczu przeciwko Olympique Khouribga (1:1). Na boisko wszedł w 84. minucie, zastępując Salaheddine’a Khalfiego. Łącznie wystąpił w 34 meczach i strzelił 4 bramki.

### Koniec kariery
W 2013 roku wrócił do ojczyzny, do Horoya AC. Z tym klubem dwukrotnie zdobył mistrzostwo i raz puchar kraju.

## Reprezentacja
Zaliczył trzy występy dla reprezentacji Gwinei. Pierwszy z nich miał okazję zagrać 15 sierpnia 2012 roku w meczu przeciwko reprezentacji Maroka (wygrana 1:2). Na boisko wszedł w 80. minucie, zastępując Ibrahimę Traoré.